# アウトバーン 19
アウトバーン 19（ドイツ語: Bundesautobahn 19, BAB 19 または A 19）はドイツの高速道路、アウトバーンの一路線である。

## 概要
北のロストックから南のヴィットシュトック/ドッセ付近まで123 kmの路線を持つ地方道路である。メクレンブルク＝フォアポンメルン州の中部を北から南まで縦断し、ブランデンブルク州北部に終点を置く。メクレンブルク＝フォアポンメルン州の最大都市であるロストックをA24と接続する役割を持っている。起点はロストック港にあり、スウェーデンとギリシャを結ぶE55号線の一区間でもある（ロストック港からカーフェリーでデンマークに渡航できる）。

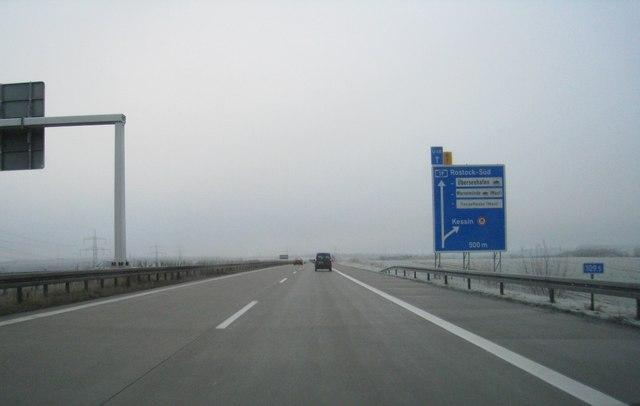
ロストックJCT付近
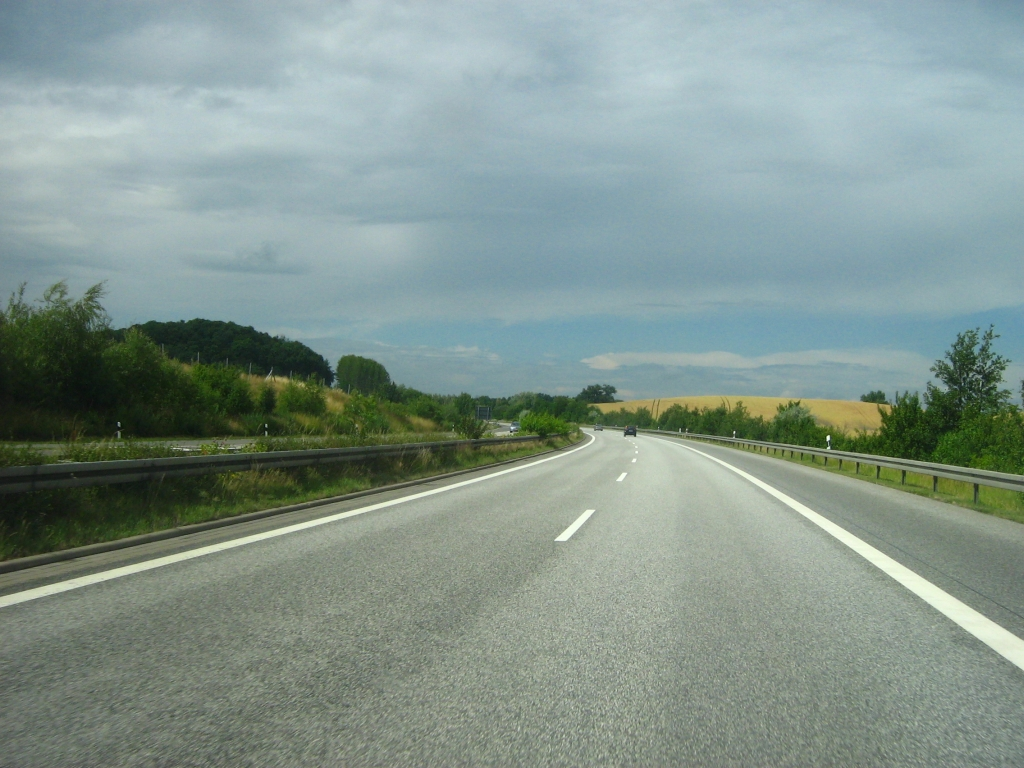
メクレンブルク＝フォアポンメルン州中部にて
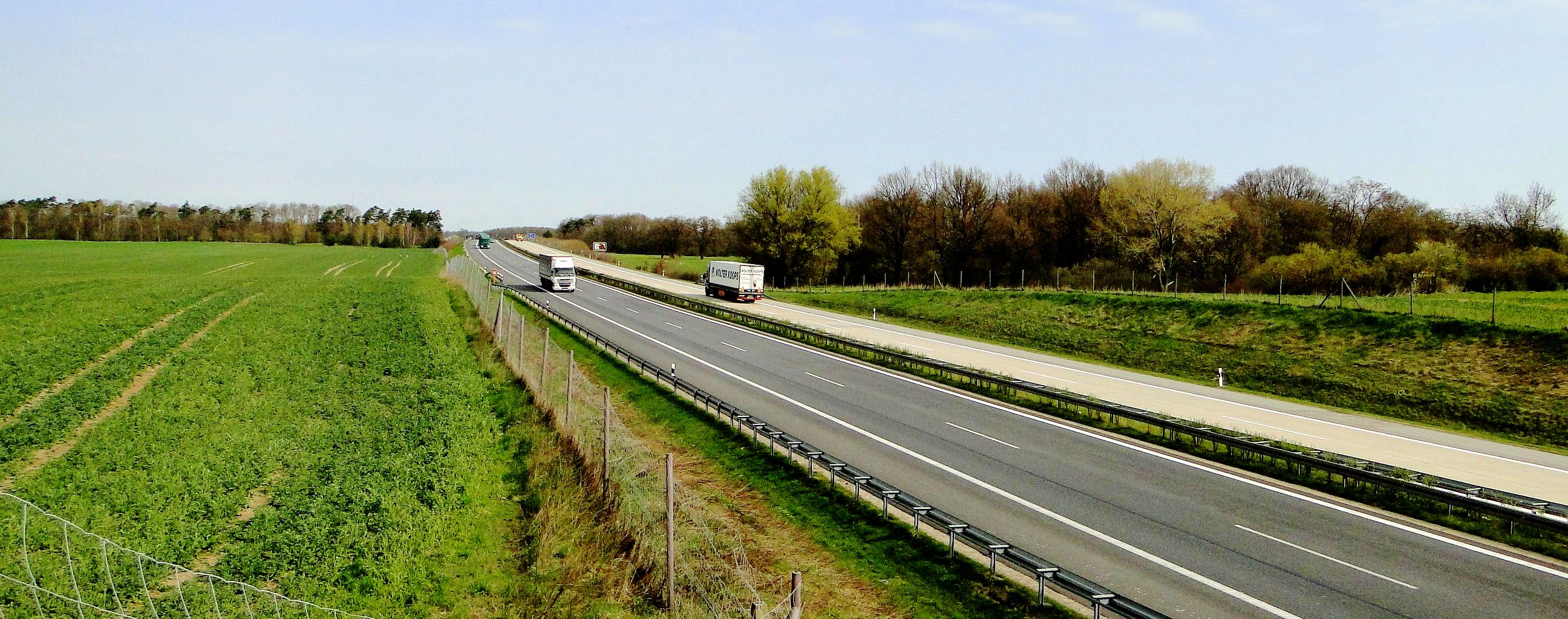
メクレンブルク＝フォアポンメルン州南部にて

## 行程
- 計画段階の新規インターチェンジおよびジャンクションは含まれていない。
- 接続路線名の特記がないものは州道または郡道。

| アウトバーン 19の行程一覧表 | アウトバーン 19の行程一覧表                  | アウトバーン 19の行程一覧表                             | アウトバーン 19の行程一覧表 | アウトバーン 19の行程一覧表         |
| IC 番号                     | 施設名                                       | 施設名                                                  | 接続路線名                  | 州                                  |
| --------------------------- | -------------------------------------------- | ------------------------------------------------------- | --------------------------- | ----------------------------------- |
| --                          | 起点                                         | 起点                                                    | 連邦道路105号線             | メクレンブルク＝ フォアポンメルン州 |
| 4                           | インターチェンジ                             | ロストック港 Rostock-Überseehafen                       | 欧州自動車道路E55号線       | メクレンブルク＝ フォアポンメルン州 |
| 5                           | インターチェンジ                             | ロストック＝北 Rostock-Nord                             | --                          | メクレンブルク＝ フォアポンメルン州 |
| 6                           | アウトバーン規格の連邦道路とのジャンクション | ロストック＝東 Rostock-Ost                              | 連邦道路105号線             | メクレンブルク＝ フォアポンメルン州 |
| 7                           | インターチェンジ                             | ロストック＝南 Rostock-Süd                              | 連邦道路110号線             | メクレンブルク＝ フォアポンメルン州 |
| 8                           | インターチェンジ                             | ケシーン Kessin                                         | 連邦道路103号線             | メクレンブルク＝ フォアポンメルン州 |
| 9                           | ジャンクション                               | ロストック交差点 Kreuz Rostock                          | アウトバーン 20             | メクレンブルク＝ フォアポンメルン州 |
| 10                          | インターチェンジ                             | カーヴェルストルフ Kavelstorf                           | --                          | メクレンブルク＝ フォアポンメルン州 |
| 11                          | インターチェンジ                             | ラーゲ Laage                                            | 連邦道路103号線             | メクレンブルク＝ フォアポンメルン州 |
| 12                          | インターチェンジ                             | グラーゼヴィッツ Glasewitz                              | --                          | メクレンブルク＝ フォアポンメルン州 |
| 13                          | インターチェンジ                             | ギュストロー Güstrow                                    | 連邦道路104号線             | メクレンブルク＝ フォアポンメルン州 |
| 14                          | インターチェンジ                             | クラーコー・アム・ゼー Krakow am See                    | --                          | メクレンブルク＝ フォアポンメルン州 |
| 15                          | インターチェンジ                             | リンストー Linstow                                      | --                          | メクレンブルク＝ フォアポンメルン州 |
| 16                          | インターチェンジ                             | マルッホー Malchow                                      | 連邦道路192号線             | メクレンブルク＝ フォアポンメルン州 |
| 17                          | インターチェンジ                             | ヴァーレン（ミューリッツ） Waren (Müritz)               | 連邦道路192号線             | メクレンブルク＝ フォアポンメルン州 |
| 18                          | インターチェンジ                             | レーベル/ミューリッツ Röbel/Müritz                      | 連邦道路198号線             | メクレンブルク＝ フォアポンメルン州 |
| 20                          | インターチェンジ                             | ヴィットシュトック/ドッセ Wittstock/Dosse               | 連邦道路189号線             | ブランデンブルク州                  |
| 21                          | ジャンクション                               | ヴィットシュトック/ドッセ分岐点 Dreieck Wittstock/Dosse | アウトバーン 24             | ブランデンブルク州                  |

## 歴史

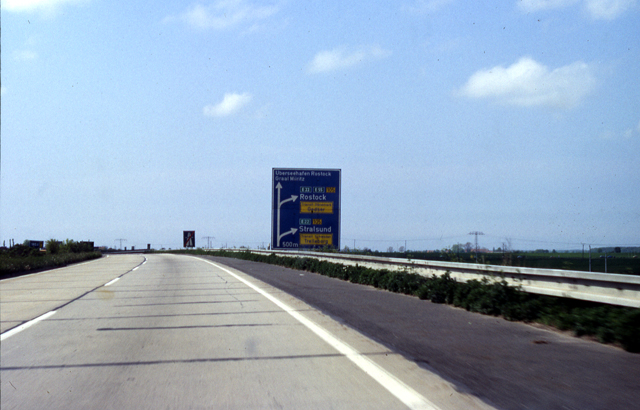
ロストック付近のA 19（1987年）

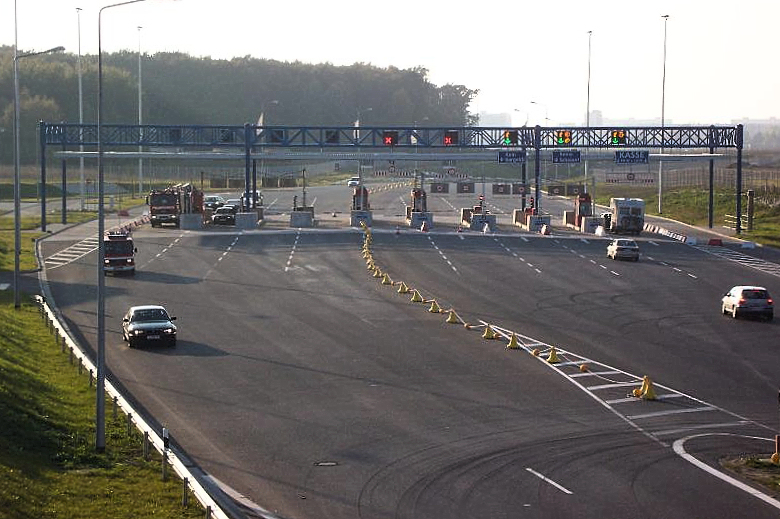
ドイツ再統一後に建設されたヴァルノートンネルの料金所

東ドイツ政府はベルリンと東ドイツの最重要な港町のロストックを結ぶアウトバーンの建設について1958年から工事計画を開始した。建設は1960年代初頭に始まったが、1961年から棚上げになった。当時ロストック市北部（港付近）の短い区間だけ完成され、1963年に開通された。
A 19の建設は1970年から再開された。しかし、数年後ドイツ社会主義統一党幹部が交代し、新政権は道路建設より住宅建設の方を重視し、A 19の建設を中止しようとした。幹部内のA 19建設賛成者はアウトバーン建設を継続するよう、政府を説得できたが、建設のペースが元の計画より遅くなった。A 19の全線開通は1978年に果たされた。なお、東ドイツはアウトバーンのナンバリング制度を実施していなかったため、「A 19」としてではなく、「ベルリン―ロストック・アウトバーン」として知られた。
1990年のドイツ再統一後、A 19の舗装は修理され、路肩の停車線やパーキングエリアなどが新規に加えられ、本選を西ドイツの標準に合わせる工事が進められた。ロストック港付近の複数のインターチェンジはもはやA 19と一部ではないと規定され、そのため、現在IC番号の小添は4で始まる。ロストック市内のヴァルノートンネル（2003年開通の有料道路）の建設で起点付近の路線が変わった。現在本線は港構内の外を走るが、もともとの起点は港構内にあった。
2011年4月8日、カーヴェルストルフIC付近に車両を約80台を巻き込む大事故が起こった。強風が近隣の畑の土を舞い上がらせ、砂嵐を起こしたことが原因だと見られている。巻き込まれた車両の中から約30台が燃えた。8人が死亡し、74人が重軽傷を負い、中に44人が病院に搬送されたことで、メクレンブルク＝フォアポンメルン州史上の最も酷い交通事故だとされている。

## 引用
1. ↑  Nach der Massenkarambolage auf der A 19: Bergung dauert bis in die Nacht RP Online, 2011年4月8日。
2. ↑  2011年メクレンブルク＝フォアポンメルン州警察の交通事故統計報告、2012年4月10日。